# 2016年俄羅斯大獎賽
2016年俄羅斯大獎賽（英語：2016 Russian Grand Prix），官方名稱為2016年一級方程式賽車俄羅斯大獎賽（俄語：2016 Формула-1 Гран-при России），是2016年5月1日舉辦於俄羅斯的一場一級方程式賽車賽事。比賽在索契賽道進行，總計53圈。這是2016年世界一級方程式錦標賽的第4場分站賽事，同時也是5屆俄羅斯大獎賽，以及自1950年併入世界錦標賽後的第3屆賽事。尼可·羅斯堡帶著積分的領先來到此站，其隊友路易斯·漢米爾頓則為衛冕冠軍。
尼可·羅斯堡從桿位起跑贏得冠軍，路易斯·漢米爾頓與法拉利的奇米·雷克南也站上了頒獎台。羅斯堡延續他的大獎賽連續勝場紀錄，賽巴斯蒂安·維泰爾遭到紅牛車手丹尼爾·科維亞特追撞，被迫在首圈退賽。羅斯堡在賽季前四站取得100分的最大積分，以43分領先漢米爾頓。在取得桿位、贏得分站冠軍、拿下最快圈速及領跑每一圈後，尼可·羅斯堡達成他生涯的首個大滿貫。

## 賽事簡報

### 背景
來到比賽週末，尼可·羅斯堡及其車隊梅賽德斯分別在車手及車隊積分榜上保持領先。羅斯堡在前三站取得最大的積分75分，與其隊友路易斯·漢米爾頓有著36分的差距。丹尼爾·里卡多排上第3名，落後漢米爾頓3分。在車隊積分榜方面，梅賽德斯以114分獨占鰲頭，遙遙領先落後53分的法拉利及57分的紅牛。

#### 輪胎
輪胎供應商倍耐力為此站帶來中性、軟及超軟胎三種配方，與澳洲、巴林及中國三站相同。

#### 技術開發
紅牛車隊在第一階段自由練習賽完成「飛行屏風」（Aeroscreen）的檢測，這是一種駕駛艙保護裝置，能夠使車手免於像是儒勒·比安奇、賈斯汀·威爾森及亨利·蘇爾特斯等遭遇的致命事故，以及被飛濺的碎片擊中頭部。飛行屏風被視為是法拉利季前測試的「光環」（Halo）裝置之替代方案。這項裝置被安裝於丹尼爾·里卡多的車輛上，他在此階段練習賽完成了一趟系統檢測圈後，便卸下裝置。

### 自由練習賽
根據2016年賽季的規則，將舉行三階段自由練習賽，週五有兩場長一個半小時，而剩餘的一場一小時練習賽則位在週六排位賽之前。週五的第一階段練習賽期間，尼可·羅斯堡以較隊友路易斯·漢米爾頓快約0.7秒的1:38.127成績，為梅賽德斯奪下全場最快圈速。這兩位車手皆在用上超軟胎時寫下最快圈速，另一方面，法拉利的賽巴斯蒂安·維泰爾與奇米·雷克南則選擇使用較硬的軟胎配方，分別位居第3與第4名。一些車手在2號彎及15、16號彎間，遭遇打滑與跑開的問題。其中，包含了漢米爾頓、維泰爾、喬里昂·帕爾默與詹森·巴頓。兩位替補車手在第一階段自由練習賽登場。謝爾蓋·希洛金頂替凱文·馬格努森，為雷諾出賽，這是他自2014年俄羅斯大獎賽為薩伯出賽後，第二度登上一級方程式賽場。小阿方索·塞利斯代替印度威力的尼可·賀根堡上場。最終，希洛金的成績比隊友帕爾默來的好，塞利斯則敬陪末座，落後其隊友塞吉歐·培瑞茲超過3秒。
週五下午的第二階段練習賽中，路易斯·漢米爾頓用上超軟胎，以1:37.583的成績領先全場。此階段練習賽初期，他曾因在4號彎打滑而把輪胎磨平，被迫進站換胎。羅斯堡僅能排在第3位，位居第2的賽巴斯蒂安·維泰爾拆散了兩位梅賽德斯車手，不過，維泰爾因為遭受電子系統故障問題，未能再做出成績。羅斯堡在用上超軟胎期間，受限於羅曼·格羅斯讓打滑引起的黃旗，從而在換回軟胎時也未能刷新他的單圈時間。在前三名之後的是，再度取得第4的奇米·雷克南，以及丹尼爾·里卡多與維爾特利·鮑達斯。全場最慢的車手為薩伯的马库斯·埃里克松，里奧·哈里恩多與帕斯卡·維爾莱茵兩位馬諾車手則排在其之前。維爾莱茵在練習賽結束衝過方格旗後，向車隊報告其車輛失去動力。
週六上午的第三階段練習賽中，漢米爾頓以0.068的些微之差擊敗其隊友羅斯堡。場上所有車手皆用超軟胎寫下各自的最快圈速，維泰爾及雷克南兩位法拉利車手以第3及第4名，領先威廉斯車隊的費利佩·馬薩與維爾特利·鮑達斯。維泰爾在此階段大半部分搭載較重的油量，來測試其車輛，並為因更換變速箱而罰退5位的正賽起跑做準備。他更跑了28圈，是場上完成最多圈數的車手，超越位居第11名的丹尼爾·里卡多（23圈）。排名後段，薩伯的馬庫斯·埃里克森與費利佩·納斯爾吊車尾，在他們前方的則是兩位馬諾車手。

### 排位賽
排位賽共包含三個部分，各個階段分別長18、15、12分鐘，前兩階段各淘汰五名車手。第一階段排位賽（Q1）中，路易斯·漢米爾頓寫下最快單圈時間，同時也改寫了這條賽道的紀錄。然而，他因為未能遵守2號彎所設的新規則，在跑開後過早回到賽道，因此，賽會也對他的這個舉動展開調查。他在排位賽被比賽幹事傳喚，僅遭到譴責而未受罰。位居第2名羅斯堡之後的為兩位法拉利車手，賽巴斯蒂安·維泰爾及奇米·雷克南分別佔據第3與第4名。排名後端，三隊車手雙雙淘汰：薩伯、馬諾及雷諾的車手皆無法挺進Q2。
第二階段排位賽（Q2）期間，尼可·羅斯堡取得全場最快時間，較隊友漢米爾頓快上約半秒，且刷新去年的桿位時間1.7秒。兩輛麥拉倫的速度皆有所提升，但仍止步於第12與第14位，同時，丹尼爾·科維亞特將小卡洛斯·塞恩斯擠出前10位，成為最後一名挺進Q3的車手。儘管丹尼爾·里卡多的後照鏡在他最後一趟計時圈斷裂並懸掛在車身外，這名紅牛車手仍相當具有競爭力，順利進入Q3。此外，兩位哈斯車手也遭淘汰，尼可·賀根堡也止步於Q2，取得第13位。
路易斯·漢米爾頓遭遇兩週前在中國一直困擾他的相同問題，其車輛的渦輪增壓器中的混合動力系統故障，使得他無法參加第三階段排位賽（Q3）。即便尼可·羅斯堡在最後一趟計時圈的13號彎發生輪胎鎖死，但他仍舊順利取得桿位。賽巴斯蒂安·維泰爾未能超越羅斯堡，取得第2位的成績，但他須接受5位罰退至第7位發車，也使維爾特利·鮑達斯上升至頭排。奇米·雷克南排上第4位，接著為馬薩、里卡多、培瑞茲、科維亞特及維斯塔潘。排位賽後，梅賽德斯車隊決定將漢米爾頓的車輛，更換回在中國大獎賽故障後重新組裝的備用動力引擎，從而避免了因安裝全新動力單元而須接受的排位罰退。威廉斯車隊對他們在排位賽中的速度感到滿意，並讚賞他們在慢速彎的過彎速度方面取得的進展。

### 正賽

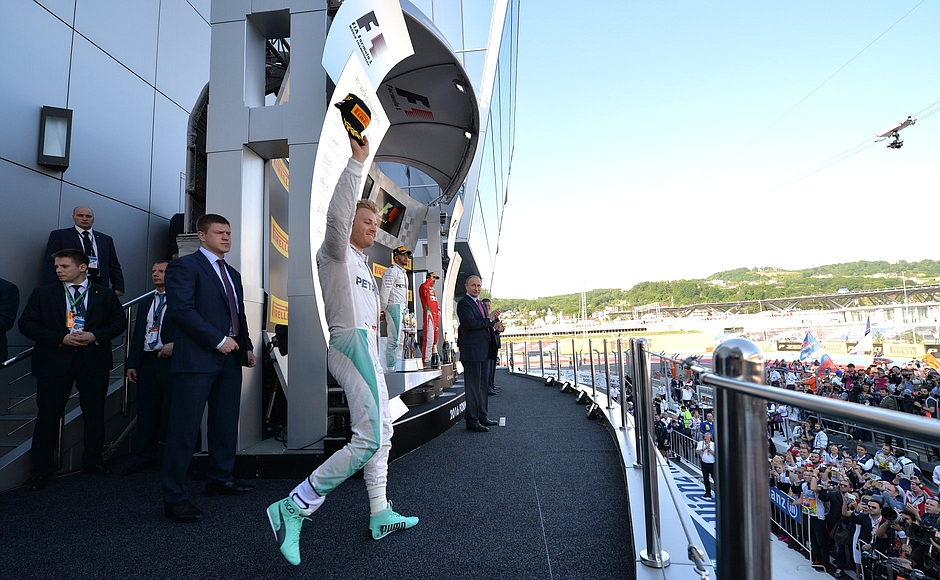
尼可·羅斯堡登上頒獎台

燈滅起跑，幾位車手在2號彎相互發生碰撞。賽巴斯蒂安·維泰爾便在此遭到丹尼爾·科維亞特從後方追撞，接著，在3號彎再度被科維亞特撞上，使得他的車輛衝上賽道護欄，最終以退賽收場。後方，尼可·賀根堡被伊斯班·古鐵雷斯撞上，並波及到里奧·哈里恩多，迫使賀根堡與哈揚托雙雙退賽。賽會出動安全車，以便清除賽道上的車輛及碎片，幾位車手前往維修站修復損傷，包括了丹尼爾·里卡多、丹尼爾·科維亞特及塞吉歐·培瑞茲。比賽在第4圈重新展開，此時，前五名車手為羅斯堡、雷克南、鮑達斯、馬薩，以及成功躲過事故並挺進至第5名的漢米爾頓。比賽恢復後，鮑達斯超越雷克南，而漢米爾頓則超越馬薩來到第4名。科維亞特因為早早進站，使得他在此刻位居第15名，很快地，他因為與維泰爾發生碰撞受罰至維修站停車10秒再開，讓他跌落至最後一名。另一方面，漢米爾頓在第7圈超車雷克南，暫居第3名。費利佩·納斯爾在第12圈進站，更換他被刺破的輪胎。前排的名次保持不變，直到鮑達斯於第17圈率先進站。漢米爾頓在隔一圈跟進，出站後落在了鮑達斯之後，很快地，在下一圈的2號彎便順利超車。到了第20圈，雷克南也進站換胎，出站時落在漢米爾頓與鮑達斯之間。在此期間，羅斯堡大幅領先後方的馬克斯·維斯塔潘，後者在第23圈進站後名次下滑。
塞恩斯在第23圈與喬里昂·帕爾默爭奪名次時，迫使帕爾默在2號彎跑出賽道，隨後，他便因這起事件被加罰10秒。4圈後，帕斯卡·維爾莱茵試圖超車暫居16名的費利佩·納斯爾未果，反遭後方科維亞特超越，喪失一位。里卡多在第29圈超越凱文·馬格努森，暫居第8名，接著又將位置讓給了羅曼·格羅斯讓。尼可·羅斯堡在第31圈開始套圈，他與漢米爾頓的差距也有所縮小，到了第36圈，從原先的11秒差縮小至7秒差。同時，暫居第6的維斯塔潘在34圈遭遇動力單元故障問題，被迫退賽。隨著漢米爾頓被車隊人員告知他的車輛出現水壓問題後，他逐漸被羅斯堡拉開，到了第41圈有著13秒的差距。維爾莱茵在此圈進站換胎，但他的進站卻出現了問題，車輛停在維修區將近1分鐘，使得他的名次下滑至最後一位。
到了第47圈，第5的馬薩進站換胎，出站後，依舊維持在費爾南多·阿隆索之前。在此期間，雷克南持續縮小與漢米爾頓的差距，在第49圈時有著8秒差。下一圈，巴頓超車塞恩斯，暫居第10名，而里卡多則在隔圈從帕爾默手中奪得第12名。最終，羅斯堡衝過終點線，取得他連續第7座分站冠軍，追平阿爾貝托·阿斯卡里、麥可·舒馬克及賽巴斯蒂安·維泰爾曾達成的紀錄。路易斯·漢米爾頓與奇米·雷克南也站上頒獎台，維爾特利·鮑達斯和費利佩·馬薩兩位威廉斯車手則取得第4及第5名。

### 賽後
比賽結束後，尼可·羅斯堡取得前四站的最大積分數100分，鞏固了他的車手積分榜領先地位。路易斯·漢米爾頓以57分位居第2，奇米·雷克南則以43分上升至第3名。維泰爾的退賽令他跌落至第5名，落後丹尼爾·里卡多。車隊積分榜方面，梅賽德斯將其積分擴大至157分，現與法拉利有著81分的差距。紅牛此站的表現欠佳，遭第4名的威廉斯追近至僅剩6分差。

## 賽事結果

### 排位賽成績
| 名次               | 車號 | 車手              | 車隊              | 第一階段 | 第二階段 | 第三階段 | 發車位 |
| ------------------ | ---- | ----------------- | ----------------- | -------- | -------- | -------- | ------ |
| 1                  | 6    | 尼可·羅斯堡       | 梅賽德斯          | 1:36.119 | 1:35.337 | 1:35.417 | 1      |
| 2                  | 5    | 賽巴斯蒂安·維泰爾 | 法拉利            | 1:36.555 | 1:36.623 | 1:36.123 | 071    |
| 3                  | 77   | 維爾特利·鮑達斯   | 威廉斯-梅賽德斯   | 1:37.746 | 1:37.140 | 1:36.536 | 2      |
| 4                  | 7    | 奇米·雷克南       | 法拉利            | 1:36.976 | 1:36.741 | 1:36.663 | 3      |
| 5                  | 19   | 費利佩·馬薩       | 威廉斯-梅賽德斯   | 1:37.753 | 1:37.230 | 1:37.016 | 4      |
| 6                  | 3    | 丹尼爾·里卡多     | 紅牛-豪雅         | 1:38.091 | 1:37.569 | 1:37.125 | 5      |
| 7                  | 11   | 塞吉歐·培瑞茲     | 印度威力-梅賽德斯 | 1:38.006 | 1:37.282 | 1:37.212 | 6      |
| 8                  | 26   | 丹尼爾·科維亞特   | 紅牛-豪雅         | 1:38.265 | 1:37.606 | 1:37.459 | 8      |
| 9                  | 33   | 馬克斯·維斯塔潘   | 紅牛二隊-法拉利   | 1:38.123 | 1:37.510 | 1:37.583 | 9      |
| 10                 | 44   | 路易斯·漢米爾頓   | 梅賽德斯          | 1:36.006 | 1:35.820 | 未作時間 | 10     |
| 11                 | 55   | 小卡洛斯·塞恩斯   | 紅牛二隊-法拉利   | 1:37.784 | 1:37.652 |          | 11     |
| 12                 | 22   | 詹森·巴頓         | 麥拉倫-本田       | 1:38.332 | 1:37.701 |          | 12     |
| 13                 | 27   | 尼可·賀根堡       | 印度威力-梅賽德斯 | 1:38.562 | 1:37.771 |          | 13     |
| 14                 | 14   | 費爾南多·阿隆索   | 麥拉倫-本田       | 1:37.971 | 1:37.807 |          | 14     |
| 15                 | 8    | 羅曼·格羅斯讓     | 哈斯-法拉利       | 1:38.383 | 1:38.055 |          | 15     |
| 16                 | 21   | 伊斯班·古鐵雷斯   | 哈斯-法拉利       | 1:38.678 | 1:38.115 |          | 16     |
| 17                 | 20   | 凱文·馬格努森     | 雷諾              | 1:38.914 |          |          | 17     |
| 18                 | 30   | 喬里昂·帕爾默     | 雷諾              | 1:39.009 |          |          | 18     |
| 19                 | 12   | 費利佩·納斯爾     | 薩伯-法拉利       | 1:39.018 |          |          | 19     |
| 20                 | 94   | 帕斯卡·維爾莱茵   | 馬諾-梅賽德斯     | 1:39.399 |          |          | 20     |
| 21                 | 88   | 里奧·哈里恩多     | 馬諾-梅賽德斯     | 1:39.463 |          |          | 21     |
| 22                 | 9    | 马库斯·埃里克松   | 薩伯-法拉利       | 1:39.519 |          |          | 22     |
| 107%時間：1:42.726 |      |                   |                   |          |          |          |        |
| 來源：             |      |                   |                   |          |          |          |        |

註記：
- ^1  — 賽巴斯蒂安·維泰爾因更換變速箱，須接受5位罰退。[25][26]

### 正賽成績
| 名次   | 車號 | 車手              | 車隊              | 圈數 | 時間/退賽   | 發車位 | 積分 |
| ------ | ---- | ----------------- | ----------------- | ---- | ----------- | ------ | ---- |
| 1      | 6    | 尼可·羅斯堡       | 梅賽德斯          | 53   | 1:32:41.997 | 1      | 25   |
| 2      | 44   | 路易斯·漢米爾頓   | 梅賽德斯          | 53   | +25.022     | 10     | 18   |
| 3      | 7    | 奇米·雷克南       | 法拉利            | 53   | +31.998     | 3      | 15   |
| 4      | 77   | 維爾特利·鮑達斯   | 威廉斯-梅賽德斯   | 53   | +50.217     | 2      | 12   |
| 5      | 19   | 費利佩·馬薩       | 威廉斯-梅賽德斯   | 53   | +1:14.527   | 4      | 10   |
| 6      | 14   | 費爾南多·阿隆索   | 麥拉倫-本田       | 52   | +1圈        | 14     | 8    |
| 7      | 20   | 凱文·馬格努森     | 雷諾              | 52   | +1圈        | 17     | 6    |
| 8      | 8    | 羅曼·格羅斯讓     | 哈斯-法拉利       | 52   | +1圈        | 15     | 4    |
| 9      | 11   | 塞吉歐·培瑞茲     | 印度威力-梅賽德斯 | 52   | +1圈        | 6      | 2    |
| 10     | 22   | 詹森·巴頓         | 麥拉倫-本田       | 52   | +1圈        | 12     | 1    |
| 11     | 3    | 丹尼爾·里卡多     | 紅牛-豪雅         | 52   | +1圈        | 5      |      |
| 12     | 55   | 小卡洛斯·塞恩斯   | 紅牛二隊-法拉利   | 52   | +1圈        | 11     |      |
| 13     | 30   | 喬里昂·帕爾默     | 雷諾              | 52   | +1圈        | 18     |      |
| 14     | 9    | 马库斯·埃里克松   | 薩伯-法拉利       | 52   | +1圈        | 22     |      |
| 15     | 26   | 丹尼爾·科維亞特   | 紅牛-豪雅         | 52   | +1圈        | 8      |      |
| 16     | 12   | 費利佩·納斯爾     | 薩伯-法拉利       | 52   | +1圈        | 19     |      |
| 17     | 21   | 伊斯班·古鐵雷斯   | 哈斯-法拉利       | 52   | +1圈        | 16     |      |
| 18     | 94   | 帕斯卡·維爾萊茵   | 馬諾-梅賽德斯     | 51   | +2圈        | 20     |      |
| Ret    | 33   | 馬克斯·維斯塔潘   | 紅牛二隊-法拉利   | 33   | 動力單元    | 9      |      |
| Ret    | 5    | 賽巴斯蒂安·維泰爾 | 法拉利            | 0    | 碰撞        | 7      |      |
| Ret    | 27   | 尼可·賀根堡       | 印度威力-梅賽德斯 | 0    | 碰撞        | 13     |      |
| Ret    | 88   | 里奧·哈里恩多     | 馬諾-梅賽德斯     | 0    | 碰撞        | 21     |      |
| 來源： |      |                   |                   |      |             |        |      |

## 賽後排名
|   | 名次 | 車手              | 積分 |
| - | ---- | ----------------- | ---- |
|   | 1    | 尼可·羅斯堡       | 100  |
|   | 2    | 路易斯·漢米爾頓   | 57   |
| 2 | 3    | 奇米·雷克南       | 43   |
| 1 | 4    | 丹尼爾·里卡多     | 36   |
| 1 | 5    | 賽巴斯蒂安·維泰爾 | 33   |

|  | 名次 | 車隊            | 積分 |
|  | ---- | --------------- | ---- |
|  | 1    | 梅賽德斯        | 157  |
|  | 2    | 法拉利          | 76   |
|  | 3    | 紅牛-豪雅       | 57   |
|  | 4    | 威廉斯-梅賽德斯 | 51   |
|  | 5    | 哈斯-法拉利     | 22   |

- 註記：僅列出前五名。

## 外部連結
| 上一場： 2016年中國大獎賽   | 2016年世界一级方程式锦标赛 | 下一場： 2016年西班牙大獎賽 |
| 上一屆： 2015年俄羅斯大獎賽 | 俄羅斯大獎賽               | 下一屆： 2017年俄羅斯大獎賽 |